# Korun
Korun je priimek v Sloveniji, ki ga je po podatkih Statističnega urada Republike Slovenije na dan 1. januarja 2010 uporabljalo 97 oseb.

## Znani nosilci priimka
- Antonij Korun (1914—1987), pravnik, zborovodja
- Barbara Korun (*1963), pesnica, literatka
- Borut Korun (*1946), potopisec, publicist, aktivist (zobozdravnik)
- Fran Korun-Koželjski (1868—1935), skladatelj, glasbenik, zborovodja
- Franc Korun (1933—2000), župan, direktor, amaterski gledališčnik
- Janja Korun (*1958), scenografka in kostumografinja
- Maja Korun Hočevar, antropologinja ...
- Milan Korun (1886—1962), odvetnik in pisatelj
- Mile Korun (*1928), gledališki režiser, scenograf, profesor AGRFT, publicist, dramatik
- Uroš Korun (1987), nogometaš
- Valentin Korun (1865—1940), filolog, slavist, gimnazijski profesor, pisatelj in kritik
- Vladimir Korun (*1940), strokovnjak za delovno pravo, direktor Inštituta za varstvo pri delu, državni svetnik